# Matthias Dorfer
Matthias Dorfer, né le 7 mars 1993 à Bad Reichenhall, est un biathlète allemand. 

## Carrière
Pour ses débuts internationaux en 2012, il remporte deux médailles aux Championnats du monde jeune, dont l'argent sur le sprint.
En 2014, il devient champion du monde junior de relais à Presque Isle. Aux Championnats d'Europe 2016, il gagne la médaille d'argent du relais simple mixte.
Il fait ses débuts en Coupe du monde en décembre 2016 à Pokljuka où il termine 37e du sprint. Au même endroit, il est aligné dans le relais allemand qui obtient la troisième place, montant ainsi sur son seul podium de Coupe du monde.
Il est ensuite présent seulement dans le circuit inférieur de l'IBU Cup. Il y signe son premier podium en 2019. En 2022 il retrouve le podium lorsqu'il prend la médaille de bronze de l'individuel aux Championnats d'Europe.
En septembre 2024, il arrête sa carrière à l'issue des Championnats d'Allemagne d'été disputés à Altenberg.

## Palmarès

### Coupe du monde
- Meilleur classement général : 91e en 2017.
- Meilleur résultat individuel : 36e.
- 1 podium en relais : 1 troisième place.

#### Classements en Coupe du monde
| Saison    | Classement général final | Individuel | Sprint | Poursuite | Mass start |
| 2016-2017 | 91e                      |            | 86e    | 75e       |            |

### Championnats d'Europe
- Médaille d'argent du relais simple mixte en 2016 à Tioumen.
- Médaille de bronze de l'individuel en 2022 à Arber.

### Championnats du monde junior
- Médaille d'argent du sprint en 2012 (catégorie jeune).
- Médaille de bronze du relais en 2012 (catégorie jeune).
- Médaille d'or du relais en 2014 (catégorie junior).

### IBU Cup
En comptant les podiums aux Championnats d'Europe
- 2 podiums individuels.
- 1 victoire en relais mixte.